# 尤利安娜·波帕
尤利安娜·波帕（羅馬尼亞語：Iuliana Popa，1996年7月5日—），罗马尼亚女子赛艇运动员。她曾代表罗马尼亚参加2016年夏季奥林匹克运动会赛艇比赛，获得女子八人单桨有舵手铜牌。